# Ma Long
Ma Long (chiń. upr. 马龙; chiń. trad. 馬龍; pinyin Mǎ Lóng; ur. 20 października 1988 w Anshan) – chiński tenisista stołowy, sześciokrotny mistrz olimpijski (2012, 2024 oraz po dwa razy w 2016 i 2020), trzykrotny mistrz świata w grze pojedynczej (2015, 2017, 2019), trzykrotny zwycięzca Pucharu Świata w grze pojedynczej (2012, 2015, 2024).

## Sukcesy
- mistrz Olimpijski w grze pojedynczej w Tokio (2021)
- mistrz Olimpijski w grze pojedynczej w Rio de Janeiro (2016)
- mistrz świata w grze pojedynczej (2015, 2017, 2019)
- mistrz (2011, 2019) i wicemistrz świata (2009) w grze podwójnej
- brązowy medalista mistrzostw świata w grze pojedynczej (2009, 2011, 2013, 2023)
- dziewięciokrotnie drużynowy mistrz świata (2006, 2008, 2010, 2012, 2014, 2016, 2018, 2022, 2024)
- zdobywca Pucharu Świata 2012, 2015, 2024
- mistrz świata juniorów (2004)
- wielokrotny mistrz igrzysk azjatyckich (2006, 2010, 2014, 2022)[4][5]